# Día Mundial de la Salud Digestiva
La Organización Mundial de Gastroenterología proclamó el 29 de mayo Día Mundial de la Salud Digestiva.

## Día Mundial de la Salud Digestiva 2023
La Organización Mundial de Gastroenterología proclamó el 29 de mayo Día Mundial de la Salud Digestiva.

Día Mundial de la Salud Digestiva (WDHD)
WDHD 2023
Your Digestive Health: A Healthy Gut From the Start
29 mayo de 2023

Las necesidades dietéticas del tracto GI cambian desde el recién nacido, pasando por la infancia, la niñez y la edad adulta. Comprender las funciones normales del tracto gastrointestinal y la dieta ayudará a identificar cuándo buscar atención gastrointestinal para los síntomas. Por esta razón, WGO ha seleccionado Su salud digestiva: un intestino sano desde el principio como el enfoque de la campaña 2023 WDHD.
Organización Mundial de Gastroenterología

## Temas del Día Mundial de la Salud Digestiva
| Año  | Tema |
| ---- | --- |
| 2004 | Inauguración del Día Mundial de la Salud Digestiva |
| 2005 | Health and Nutrition [Salud y nutrición] |
| 2006 | Helicobacter pylori Infection [Las infecciones por Helicobacter pylori] |
| 2007 | Viral Hepatitis [Hepatitis viral] |
| 2008 | Optimal Nutrition in Health and Disease [Nutrición óptima en la salud y en la enfermedad] |
| 2009 | Irritable Bowel Syndrome (IBS) [El síndrome de colon irritable] |
| 2010 | Inflammatory Bowel Disease (IBD) [La enfermedad inflamatoria intestinal] |
| 2011 | Enteric Infections: Prevention and Management [Infecciones entéricasː prevención y tratamiento] |
| 2012 | From Heartburn to Constipation - Common GI Symptoms in the Community: Impact and Interpretation [De la pirosis al estreñimientoː síntomas comunes del tracto gastrointestinal en la comunidadː impacto e interpretación] |
| 2013 | Liver Cancer: Act Today. Save Your Life Tomorrow. Awareness. Prevention. Detection. Treatment. [El cáncer de hígadoː Actúa Hoy. Salva Tu Vida Mañanaː conciencia, prevención, detección, tratamiento.]                   |
| 2014 | Gut Microbes - Importance in Health & Nutrition [La microbiota intestinalː importancia en la salud y la nutrición] |
| 2015 | Heartburn: A Global Perspective [La pirosisː una perspectiva global] |
| 2016 | Diet and the Gut: Your Diet and Gut Health [La dieta y el tracto gastrointestinalː tu dieta y la salud del tracto gastrointestinal]                                                                                      |
| 2017 | Inflammatory Bowel Disease (IBD): Navigating Evolving Therapies in an Evolving Disease [La enfermedad inflamatoria intestinalː evolución de las terapias para una padecimiento en evolución]                             |
| 2018 | Viral Hepatitis, B and C [La hepatitis viralː la hepatitis B y C] |
| 2019 | Early Diagnosis and Treatment of GI Cancer [El diagnóstico y tratamiento temprano del cáncer gastrointestinal] |
| 2020 | Gut Microbiome - A Global Perspective [La microbiota intestinalː una perspectiva global] |
| 2021 | Obesity: An Ongoing Pandemic [La obesidadː una pandemia en curso] |
| 2022 | Colorectal Cancer Prevention: Getting Back on Track [Prevención del cáncer colorrectalː cómo retomar el rumbo] |
| 2023 | Your Digestive Health: A Healthy Gut From the Start [Tu salud digestivaː un tracto digestivo sano desde el inicio] |